# Iruña Oka
Iruña Oka és un municipi d'Àraba o Àlaba, de la Añanako Kuadrila (Quadrilla d'Añana). Es va formar el 1976 de la unió dels pobles d'Iruña i de Langraiz Oka (Nanclares de Oca). El municipi està format per cinc concejos:
- Langraiz Oka (Nanclares de Oca), capital i principal població del municipi.
- Mandaita (Montevite).
- Olabarri (Ollávarre), "la Nova Forja".
- Tresponde (Trespuentes).
- Billoda (Villodas).